# Новосельцево (Тамбовская область)
Новосельцево — село в Тамбовском районе Тамбовской области России. 
Административный центр Новосельцевского сельсовета.

## География
Расположено в 33 км по прямой к юго-западу от центра города Тамбова.

## История
Село Новосельцево впервые упоминается в документах ревизской сказки 1782 года, из которых следует, что раньше село называлось Новосельцевским посёлком, что в 76 домах жили 564 крепостных, принадлежавших братьям Новосельцевым: подпоручику Савве и майору Николаю.
Свое название село получило по фамилии этих помещиков.

## Население
| 2002 | 2010 |
| ---- | ---- |
| 508  | ↗510 |

Согласно результатам переписи 2002 года, в национальной структуре населения русские составляли 99 % от жителей.